# União das Freguesias de Poiares e Canelas
Die União das Freguesias de Poiares e Canelas ist eine portugiesische Gemeinde (Freguesia) im Kreis (Concelho) Peso da Régua im Norden Portugals. Die Gemeinde liegt am Nordufer, dem rechten Ufer des Douro.

## Geschichte
Die Gemeinde entstand im Zuge der Gebietsreform vom 29. September 2013 durch die Zusammenlegung der ehemaligen Gemeinden Poiares und Canelas.
Poiares wurde Sitz der neuen Verwaltung.

## Demographie
| Freguesia | Freguesia         | Freguesia | Freguesia       | ehemalige Freguesias | ehemalige Freguesias | ehemalige Freguesias | ehemalige Freguesias |
| --------- | ----------------- | --------- | --------------- | -------------------- | -------------------- | -------------------- | -------------------- |
| Wappen    | Freguesia         | Einwohner | Fläche in (km²) | Wappen               | Freguesia            | Einwohner            | Fläche in (km²)      |
|           | Poiares e Canelas | 1192      | 27,46           |                      | Poiares              | 801                  | 12,31                |
|           | Poiares e Canelas | 1192      | 27,46           | Canelas              | 657                  | 15,18                |                      |

## Wirtschaft und Verkehr
Seit 1973 ist das 156-MW-Wasserkraftwerk und die Schleuse Régua mit einer Fallhöhe von 28,5 m in Betrieb. Über die Staumauer wird die Straße EM 108 ans andere Ufer des Douro geführt und mündet dort in die EN 222.